# Seven Sisters (traghetto)
Il Seven Sisters è un traghetto appartenente alla compagnia di navigazione Transmanche Ferries ed in noleggio a lungo termine alla DFDS.

## Servizio
Varato il 31 marzo 2006 nel cantiere navale Hijos de J. Barreras con il nome di Seven Sisters e consegnato il 13 ottobre successivo alla Transmanche Ferries, prende servizio il 2 novembre nei collegamenti tra Dieppe e Newhaven.
Dal 1º maggio al 3 settembre 2007 opera nei collegamenti tra Newhaven e Le Havre.
Nell'ottobre del 2007 viene trasferito sotto la gestione dell'LD Lines, continuando ad operare sulla stessa rotta.
Il 3 febbraio 2008 entra in collisione con la banchina di Newhaven. Successivamente viene trasferito in cantiere a Dunkerque, dove viene riparato.
Dal 1º maggio al 3 settembre 2008 opera nei collegamenti tra Newhaven e Le Havre.
Il 7 gennaio 2013 viene disarmato a Dieppe.
Il 2 maggio 2013 torna in servizio nei collegamenti tra Dieppe e Newhaven sotto la gestione della DFDS, fino al 13 giugno, quando viene di nuovo disarmato a Dieppe.
Nel marzo del 2014 viene di nuovo noleggiato alla DFDS e prende servizio nei collegamenti tra Le Havre e Portsmouth.
Dal 25 marzo al 1º ottobre 2016 opera nei collegamenti tra Dieppe e Newhaven. Nello stesso mese viene disarmato a Dunkerque.
Dal 2017 opera nei collegamenti tra Dieppe e Newhaven da gennaio ad ottobre, restando il resto dell'anno in disarmo a Dunkerque.

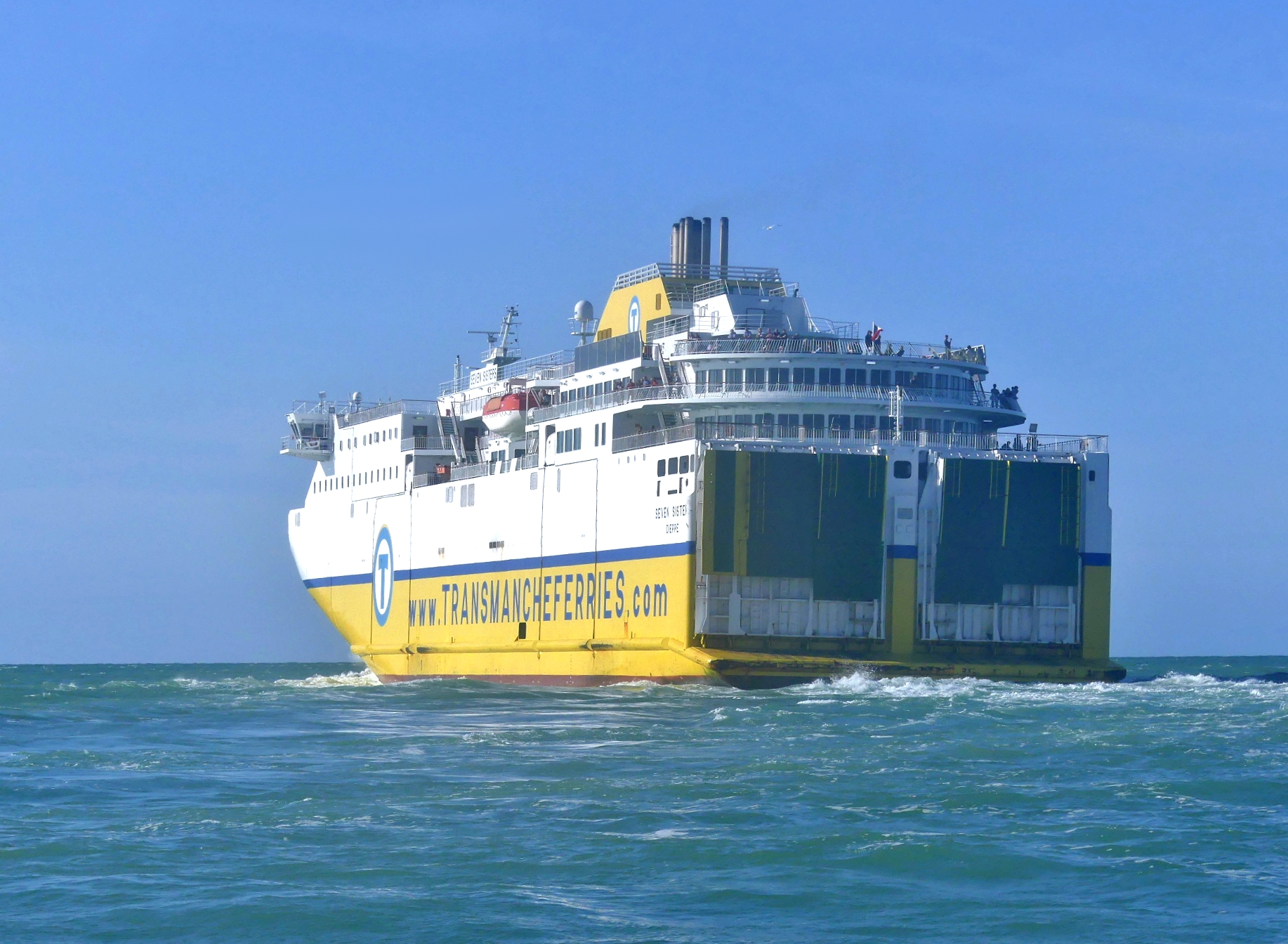
Il Seven Sisters in partenza da Dieppe nel 2018.

Dal 28 gennaio al 20 marzo 2020 viene sottoposto a lavori di manutenzione ordinaria in cantiere ad Odense, durante i quali vengono installati gli scrubber al fumaiolo.

## Navi gemelle
- Côte d'Albâtre
- Volcán de Tamasite
- Volcán de Timanfaya